# Богиња мајка
Богиња мајка је богиња која представља персонификовану апотеозу материнства, плодности, стварања, уништења или богиња земље која оличава благодат земље или природе. Када се изједначе са земљом или природним светом, такве богиње се понекад називају Мајком Земљом или Земаљском Мајком, божанством у различитим анимистичким или пантеистичким религијама. Богиња земље је обично жена или женски пандан Небеском Оцу или Оцу неба. У неким политеистичким културама, као што је древна египатска религија која приповеда о космичком миту о јајету, небо се уместо тога види као Небеска Мајка као у Нут и Хатор, а бог земље се сматра мушким, очинским и земаљским партнером, као код Озириса или Геба који су се излегли из материнског космичког јајета. Заступљеност богиње мајке је најживља у хиндуизму. Хиндуси виде богињу Мајку као врховну космичку енергију која управља свемиром.
Богиња мајка је заједнички назив за по митологији великог броја народа и култура, култ велике мајке, која се узима као мајка богова и свега што живи. Симбол велике мајке има посебно значење у архаичном мишљењу и представља основу за Јунгову теорију архетипова.

## Културе
Различите облике култа богиње мајке срећемо у разним културама:
- Јапанска митологија - Изанами
- Јерменска митологија - Анаит - мајка богиња, богиња плодности и љубави.
- Афричка митологија - Богиња Миноха
- Галска митологија - Кори - богиња Месеца
- Грчка митологија - Афродита, Деметра, Хера, Геа, Персефона
- Древна арапска митологија - богиња Алат
- Египатска митологија - Исида, Хатор
- Зороастриска митологија - Анахита - богиња чистоте и невиности
- хавајска митологија - Хаумеа, Хина
- Хинду митологија - Адити - Богиња Аријеваца у Индији, Деви, Матри, Шакти, Радхи
- Митологија канадских Оџибве Индијанаца - Нокомис
- Келтска митологија - Ана (Ана), Дејна -мајка ирских богова, Бригита
- Кинеска митологија - Доу Му
- Малоазијска митологија - Амма - Фригијаца богиња, Ма - Кападокијска богиња, Цибеле
- Митологија Кавказа - Еос
- Митологија Средње Америке - Сеиба - мајка богиња Маја, Атлатонин - један од имена Астека богиње мајке
- Митологија Јужне Америке - Пачамама - Мајка Земља, богиња народа Анда
- Римска митологија - Венера, Матер Матута, Јунона
- Словенска митологија - Мајка све земље - предак човека и свих жива бића, Мокош, Лада - богиња пролећа, Рожаници - женско божанство плодности, заштитница рода, породице, огњишта
- Турска митологија - Умаи
- Сумерска - Акадска митологија, Иштар, Наму -мајка богиња, предак богова, Инаном, Нинхарсаг, Тиамат - богиња слане воде, прородитељица богова.

## Ископавања у Чатал Хојуку
Између 1961. и 1965. Џејмс Мелар је водио серију ископавања у Чатал Хојуку, северно од планине Таурус у плодном пољопривредном региону Јужне Анадолије. Упечатљиве су биле многе статуе пронађене овде, за које је Меларт сугерисао да представљају Велику богињу, која је била на челу пантеона суштински матријархалне културе. Женска фигура која седи, окружена оним што Меларт описује као лавице, пронађена је у посуди за жито; могуће је да је била намењена заштити жетве и жита. Он је те локације сматрао светињама, а посебно је седећа жена из Чатал Хојука заокупила машту. Постојао је и велики број бесполних фигурица, које је Меларт сматрао типичним за друштво у коме доминирају жене: нагласак на полу у уметности је увек повезан са мушким импулсом и жељом. Идеју да је могао постојати матријархат и култ богиње мајке подржала је и Марија Гимбутас. Ово је довело до модерног култа Богиње Мајке са годишњим ходочашћима која су организована у Чатал Хојуку.
Од 1993. године, ископавања су настављена, под руковођством Ијана Ходер са Лин Мескел као шефом Стенфордовог пројекта фигурица који је испитивао фигурице Чатал Хојука. Овај тим је дошао до другачијих закључака од Гимбутаса и Меларта. Само неколико фигурица је идентификовано као женске и ове фигурице нису пронађене толико у светим просторима, већ су изгледале насумично одбачене, понекад у ђубрету. Ово је учинило култ богиње мајке на овој локацији мало вероватним.

## Древни Египат
У египатској митологији, богиња неба Нут се понекад назива „Мајка”, јер је носила звезде и бога Сунца.
Сматрало се да Нут привлачи мртве на своје звездано небо и угошћава их храном и вином.

## Расправа о праисторијском матријархату
Постоји разлика у мишљењу између академске и популарне замисли појма богиња мајка. Популарно гледиште је углавном вођено покретом Богиња и гласи да су примитивна друштва у почетку била матријархална, обожавајући суверену, неговану, мајчинску богињу земље. Ово је било засновано на идејама унилинеарне еволуције из деветнаестог века Јохана Јакоба Бахофена. Међутим, према академском гледишту, и Бахофен и модерне теорије о богињама су пројекција савремених погледа на свет на древне митове, а не покушај да се разуме менталитет тог времена. Често је ово праћено жељом за изгубљеном цивилизацијом из прошлог времена која би била праведна, мирна и мудра. Међутим, мало је вероватно да је таква цивилизација икада постојала.
Дуго времена су феминистичке ауторке тврдиле да су та мирољубива, матријархална аграрна друштва истребљена или потчињена од стране номадских, патријархалних ратничких племена. Важан допринос томе дала је археологиња Марија Гимбутас. Њен рад у овој области је доведен у питање. Међу феминистичким археолозима ова визија се данас такође сматра веома контроверзном.
Од 1960-их, посебно у популарној култури, наводно обожавање богиње мајке и друштвени положај који су жене у праисторијским друштвима наводно заузимале, били су повезани. Тиме је дебата постала политичка. Према покрету богиње, садашње друштво у којем доминирају мушкарци требало би да се врати егалитарном матријархту ранијих времена. Да је овај облик друштва икада постојао, наводно је поткрепљено многим пронађеним фигурицама.
У академским круговима, овај праисторијски матријархат се сматра мало вероватним. Прво, обожавање богиње мајке не значи нужно да су жене владале друштвом. Поред тога, фигурице могу да приказују и обичне жене или богиње, а нејасно је да ли је заиста икада постојала богиња мајка.